# Signe Normand
Signe Normand (nacida el 26 de junio de 1979) es una bióloga y educadora danesa, especializada en ecología de la vegetación. Desde febrero de 2014, ha sido profesora asistente en la Universidad de Aarhus, especializada en flora y vegetación danesa. En marzo de 2015, en reconocimiento por su investigación sobre la vegetación en la tundra del Ártico, recibió una beca para el aumento del talento internacional, uno de los Premios L'Oréal-UNESCO para Mujeres en la Ciencia.

## Biografía
Se interesó en historia natural de niña cuando su abuelo, un profesor de biología en Esbjerg, la llevó a pasear por los bosques, campos y pantanos que rodeaban la casa de verano familiar en la pequeña localidad costera de Blåvand, en el sudoeste de Jutlandia.  Aprendió los nombres en latín de las diversas plantas y criaturas, recordándolos creando rimas. Asistió a un internado donde la biología era un interés constante y, después de terminar la escuela secundaria en Dinamarca, pasó un año experimentando la naturaleza y la vida al aire libre mientras estaba en una escuela secundaria popular en Noruega.
A su regreso a Dinamarca, estudió biología en la Universidad de Aarhus, graduándose en 2004.  Obtuvo una maestría en 2006 y un doctorado en 2010, concentrándose en los patrones de distribución y diversidad de la flora europea.
Recibió el premio L'Oréal-UNESCO por su investigación sobre los cambios en la vegetación de la tundra ártica, especialmente por los efectos del calentamiento global en la flora de Groenlandia. Hasta hace poco, el conocimiento en el área se basaba principalmente en imágenes de satélite o estudios de campo, pero Normand pudo proporcionar una imagen mucho más detallada al utilizar la fotografía de los drones de bajo vuelo que guiaba en las regiones investigadas.